# Глазго-Куин-Стрит
Глазго-Куин-Стрит (англ. Glasgow-Queen-Street, гэльск. Sràid na Banrighinn) — железнодорожный вокзал в центре города Глазго (Шотландия). Меньший из двух основных железнодорожных вокзалов города и третий по загруженности вокзал Шотландии. Расположен между Джордж-стрит и мостом на Катедрал-Стрит на северном конце Куин-стрит, рядом с Джордж-сквер. Вокзал обслуживает северные города и пригороды Большого Глазго. Отсюда также отправляется поезд до Эдинбург-Уэверли. Вокзал является конечной точкой северных междугородних маршрутов.
Вместе с крупнейшим вокзалом Глазго, Глазго-Сентрал, относится к группе станций «Глазго».

## История
Станция была построена железной дорогой Эдинбург — Глазго (E&GR) 21 февраля 1842 года. Её первоначальным названием было Дандас-Стрит, затем она была переименована в Куин-Стрит. В 1865 году E&GR была поглощена North British Railway (NBR), в 1878 году станция была полностью перестроена инженером Джеймсом Карсвеллом. В 1923 году вместе с NBR вокзал стал частью London and North Eastern Railway (LNER).
От вокзала к району Каулэрс ведёт тоннель с уклоном составляет 1:42. До 1909 года поезда на этом участке буксировали тросом с помощью стационарного двигателя, хотя в 1844—1848 годах проводились эксперименты с использованием локомотивов на боковых путях. В 1928 году поезд, выходивший со станции, скатился обратно и врезался в другой поезд, в результате чего три человека погибли. Современные дизельные и электрические поезда преодолевают подъём без затруднений.
В 1886 году под первоначальной станцией был открыт новый терминал, так называемый «нижний уровень» в противоположность исходному «верхнему уровню». Пути от платформ нижнего уровня шли с запада на восток.
К северо-западу от Куин-Стрит располагалась станция Бьюкенен-Стрит конкурирующей Каледонской железной дороги. Она была закрыта 7 ноября 1966 года в результате сокращений Бичинга, а маршруты в Стерлинг, Перт, Инвернесс, Данди и Абердин переведены на Куин-Стрит. Из-за ограниченного пространства между Джордж-стрит и тоннелем новые, более длинные поезда с трудом разместились на вокзале.
В 1980-х годах на трансбританских маршрутах использовались экспрессы HST, при этом на Куин-Стрит они прибывали на платформу 7 и конец поезда оказывался близко ко входу в тоннель.
В начале XX века на станции был проведен небольшой ремонт: обновлён пол, перекрашены внутренние стены и установлены светодиодные информационные табло, подобными тем, что установлены на Глазго-Сентрал, но меньшего размера, в январе 2008 года.
В 2009 году Правительство Шотландии объявило, что к 2017 году линия Глазго — Эдинбург через Фолкерк будет электрифицирована. У платформ верхнего уровня была проложена воздушная контактная сеть, что позволило с декабря 2017 года использовать электропоезда серии 380, а с осени 2018 года — электропоезда серии 385. Для переоборудования платформы были закрыты с 20 марта по 8 августа 2016 года. За это время было модернизировано 1800 м путей в тоннеле и у платформ на станции. На время ремонта поезда перенаправлялись на нижний уровень или на вокзал Глазго-Сентрал (через Камбернолд, Котбридж и Кармайл).

### Расширение
В августе 2006 года компания Network Rail сообщила, что намерена существенно перестроить вокзал Куин-Стрит, используя территорию парковки на Ганновер-стрит под новые торговые площади, модернизировав входы на станцию и установив эскалаторы на платформы нижнего уровня. В сентябре 2011 года Network Rail объявила об изменении планов, назвав партнером компанию Land Securities, владельца торгового центра Buchanan Galleries. В процессе реконструкции была снесена пристройка к отелю 1970-х годов постройки, располагавшаяся напротив входа на вокзал с Джордж-сквер. Вместо неё появился стеклянный атриум. Планы по использованию пространства над автостоянкой на Норт-Ганновер-стрит для создания торгово-ресторанной зоны предполагалось реализовать позднее в рамках расширения Buchanan Galleries, которая получит прямой доступ к конкорсу.
Работы начались в августе 2017. Сметная стоимость проекта составила 120 миллионов фунтов стерлингов. Завершение работ ожидалось к декабрю 2019 года, но впоследствии было перенесено на 2020 год из-за задержек с подачей электроэнергии. Снос окружающих зданий для размещения удлиненных платформ и увеличенного конкорса завершён в октябре 2018 года. Платформы со 2 по 5 были увеличены в 2017 году и стали способны принимать длинные поезда, введённые в рамках программы улучшения линии Эдинбург — Глазго.

## Описание
Платформы станции Глазго-Квин-Стрит расположены на двух уровнях: семь платформ верхнего уровня идут с юга на север, а две платформы нижнего уровня перпендикулярны им и идут с запада на восток. Они соединены лестницами на обоих концах платформ нижнего уровня и лифтами, доступными с платформы 7 верхнего уровня.

### Верхний уровень

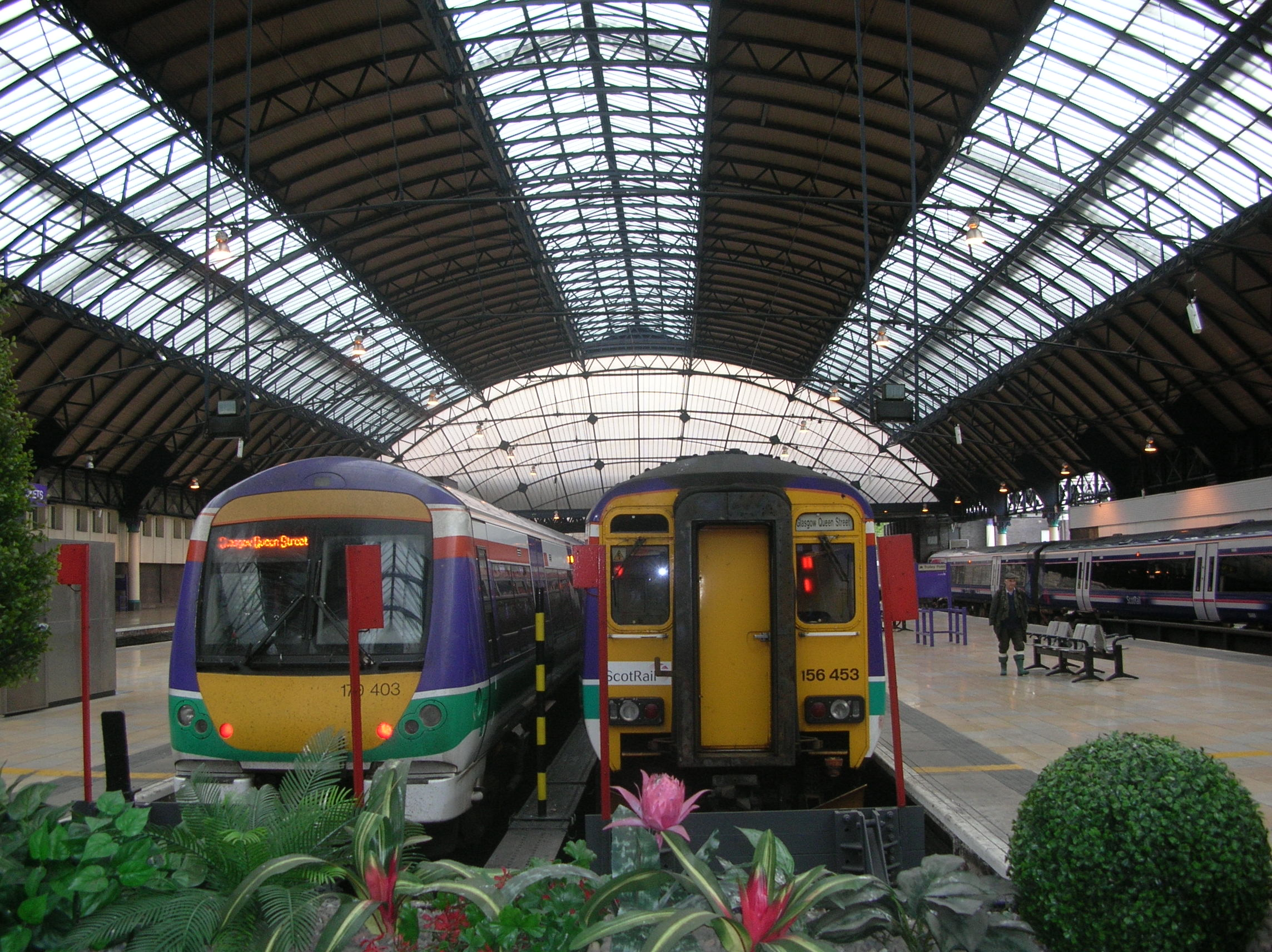
Платформы верхнего уровня

Станция верхнего уровня построена первой и крупнее. Она является конечной для поездов из Эдинбурга и всех маршрутов к северу от Центрального пояса, которыми управляет ScotRail. Железная дорога верхнего уровня подходит к зданию вокзала через тоннель Куин-Стрит, который проходит под торговым центром Buchanan Galleries в район Сайтхилл, расположенному к северо-востоку от центра города. Платформа 1 находится на западном конце локомотивного депо и значительно короче, она обычно используется только для местных поездов. После электрификации станции на маршрутах Стерлинг, Данблейн, Аллоа и Эдинбург через Фолкерк-Хай обслуживаются электропоездами, в том числе с использованием новых поездов серии 385.

### Нижний уровень

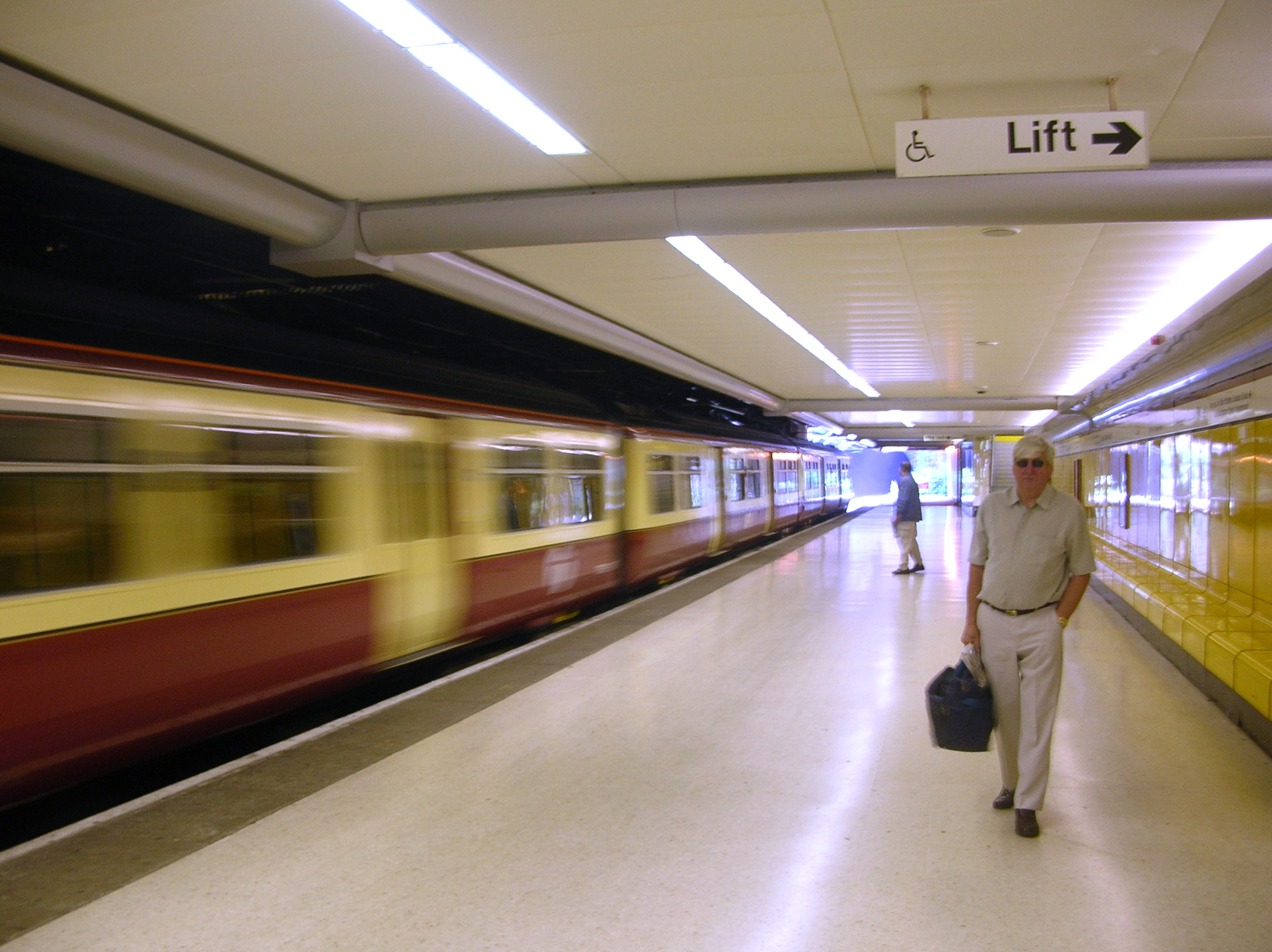
Поезд отправляется со станции нижнего уровня

Платформы 8 и 9 составляют станцию нижнего уровня и являются проходными на North Clyde Line пригородной сети Глазго. Поезда ходят от Хеленсборо у залива Ферт-оф-Клайд, Баллока и пригорода Милнгеви до Эйрдри на восточной окраине агломерации Большого Глазго и далее в Эдинбург через Батгейт и Ливингстон. Линия электрифицирована, обслуживается поездами серий 318, 320 и 334.
Поезда линии West Highland Line до Обана, Форт-Уильяма и Маллайга иногда используют станцию нижнего уровня во время ремонта платформ верхнего уровня.
Линия нижнего уровня между Хай-стрит, Куин-стрит и Чаринг-Кросс была построена до появление в Глазго метро, что делает её старейшей подземной железной дорогой в городе. В мае — июне 2014 года велись работы по перепланировке платформ нижнего уровня, в результате чего на них появились места для отдыха.

## Сигнализация

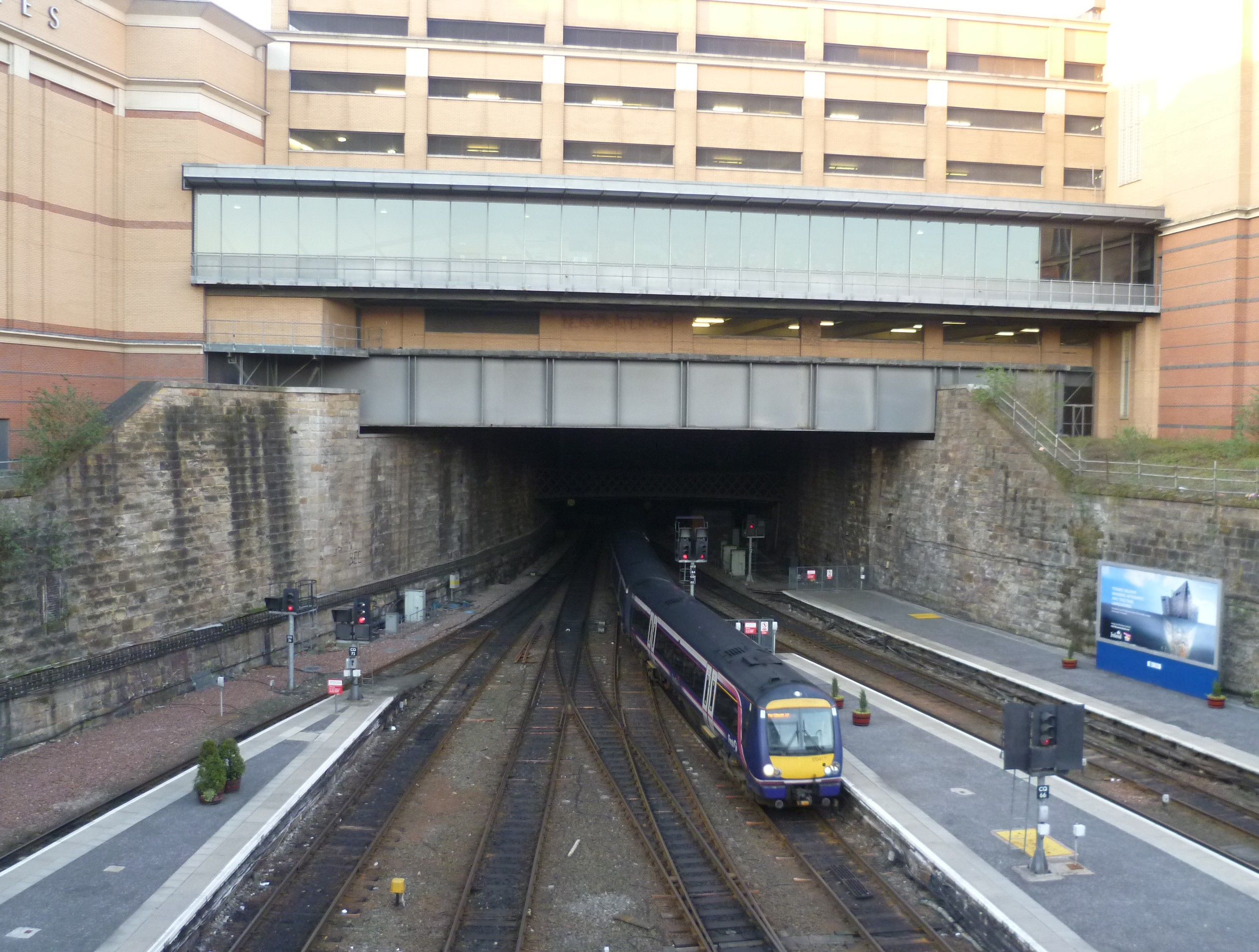
Поезд прибывает на Глазго-Куин-Стрит

Пункт сигнализации Квин-Стрит открылся в 1881 году и располагался на мостике над путями недалеко от входа в тоннель. Он был закрыт 26 февраля 1967 года, а управление станцией верхнего уровня было передано на пункт в Каулэрсе. 28 декабря 1998 года в Каулэрсе был открыт новый центр управления движением, упразднённый в октябре 2013 года. С 2013 года станция находится под контролем Эдинбургского центра управления железнодорожным транспортом (который в конечном итоге станет Эдинбургским железнодорожным операционным центром).
На станции нижнего уровня было два пункта управления: западный и восточный. Оба располагались над путями и закрылись 8 февраля 1960 года. 19 ноября 1989 года управление станцией нижнего уровня передано Йокерскому центру управления.

## Планы развития
Предлагались различные схемы соединения вокзалов Глазго-Куин-Стрит и Глазго-Сентрал, поскольку пассажиры, путешествующие с севера Шотландии на юг и обратно через Глазго, вынуждены пересекать центр города либо пешком, либо на автотранспорте. Вокзалы связывает автобусный маршрут, бесплатных для пассажиров с транзитным билетом. Ни один из вокзалов не обслуживается метрополитеном Глазго, хотя между Куин-Стрит и ближайшей станцией метро «Бьюкенен-Стрит» в 1980 году проложен траволатор, а станция метро «Сент-Енох» находится в нескольких минутах ходьбы от Глазго-Сентрал.
Одним из вариантов движения поездов через Глазго призван стать проект Crossrail Glasgow, использующий бывшую пассажирскую линии (сейчас — только грузовая) от Хай-Стрит до района Горбалс. Проект получил одобрение, но с 2009 года работы над ним заморожены. Альтернативные предложения предусматривают строительство новой станции в центре города (возможно, в туннеле под центром города) или системы скоростного трамвая или метро.